# Super Size Me
Super Size Me – amerykański film dokumentalny z 2004 roku w reżyserii Morgana Spurlocka.
Dokument przedstawia efekt eksperymentu, jaki Spurlock przeprowadził na samym sobie – zdecydował się przez 30 dni jeść posiłki wyłącznie w restauracjach sieci McDonald’s. Film przedstawia zmiany, jakie zaszły w organizmie bohatera, a także wzbogaconą o statystyki i opinie specjalistów próbę oceny sposobu odżywiania charakterystycznego dla wielu mieszkańców USA – w tym dzieci, na co zwraca uwagę Spurlock.
Film został doceniony przez krytyków, otrzymał również nominację do Oscara za najlepszy pełnometrażowy film dokumentalny.